# Gasán Guimbátov
Gasán Abduljamídovich Guimbátov –en ruso, Гасан Абдулхамидович Гимбатов– (Salsk, 28 de octubre de 1993) es un deportista ruso que compitió en boxeo. En los Juegos Europeos de Bakú 2015 obtuvo una medalla de plata en el peso superpesado.

## Palmarés internacional
| Juegos Europeos | Juegos Europeos   | Juegos Europeos  | Juegos Europeos |
| Año             | Lugar             | Medalla          | Categoría       |
| --------------- | ----------------- | ---------------- | --------------- |
| 2015            | Bakú (Azerbaiyán) | Medalla de plata | +91 kg          |